# Jelena Wjatscheslawowna Timina
Jelena Wjatscheslawowna Timina (también Elena Wjatscheslawowna Timina; ruso: Удутф Цофеысрудщцщцтф Ешьштф; llamado Elena Timina; * 8 de mayo de 1969 en Moscú) es una jugadora de tenis de mesa ruso. Ella ha sido ciudadana holandesa desde 2007 y ha estado trabajando para este país desde entonces. En el Campeonato de Europa, ganó el título tres veces con el equipo holandés. Terminó su carrera como deportista en 2011 y desde entonces ha sido entrenadora de los Países Bajos.

## Carrera
Desde 1983, aparece internacionalmente, luego ganó los dos Campeonatos de Europa Juvenil de plata en dobles. Otras apariciones siguieron en 1986, donde incluso ganó bronce en individuales. En 1989 fue novena en los Campeonato del Mundo con el equipo, en los dobles Timina podría llegar a la ronda de 16. El año siguiente, Timina Fifth estuvo en la Copa del Mund con el equipo, en el Campeonato del Mundo no pudo participar debido a lesiones. En los Campeonato de Europa falló en el individual en la segunda ronda, Timina ganó el segundo lugar en los dobles. En 1991, ella anotó en el Campeonato del Mundo sin buenos resultados en el individuo que incluso fue descalificado.
En 1992, podría clasificarse para los segundos Juegos Olímpicos en tenis de mesa, positivo fue alcanzar los cuartos de final en dobles con Galina Melnek. En los Campeonato de Europa, ganó esta vez bronce en dobles. En 1993 terminó en quinto lugar en el Top-12 de Europa, de lo contrario no obtuvo grandes éxitos. En 1994, ganó la medalla de bronce en la Copa del Mundo de Equipos y en Top-12 de Europa Timina se convirtió en unécima.
En 1995, Timina fue novena en el Top-12 de Europa, porque llegó a los cuartos de final y se clasificó para los Juegos Olímpicos en Atlanta. Allí halló en el individuo de nuevo directamente, en los dobles que perdió de nuevo en los cuartos de final. En el Campeonato de Europa, Timina alcanzó los cuartos de final por tercera vez consecutiva.
En 1997 llegó en los últimos 64 singles en el Campeonato del Mundo.
Desde 1998 sufrió numerosas lesiones, por lo que solo en 2008 se volvió a ver a nivel internacional, en los Juegos Olímpicos, alcanzó los cuartos de final con el equipo. En el Campeonato del Mundo en Cantón, Timina llegó a los cuartos de final, en el Campeonato de Europa, ganó el equipo de oro.
En 2009 y 2010 jugó sus últimos torneos y en 2011 terminó su carrera.

## Estilo de juego
Timina es una defensora clásica.

## Privado
Timina está casada con Robert Misset y tiene dos hijos.